# Everett Shinn
Everett Shinn (Woodstown, 6 novembre 1876 – New York, 1º maggio 1953) è stato un pittore statunitense.
Fu un pittore innovativo, appartenente al realismo americano, membro dell'"Ashcan School" e del gruppo "The Eight".

## Biografia
Everett Shinn nacque da Isaiah Conklin Shinn e Josephine Ransley, agricoltori, a Woodstown, una cittadina del New Jersey, in seno ad una vasta comunità di quaccheri.. Scrive la DeShazo nel testo citato che «l'abilità di Shinn nel disegno fu evidente sin da bambino». All'età di 15 anni i genitori lo iscrissero al "Spring Garden Institute" di Filadelfia, dove studiò disegno meccanico. L'anno seguente passò alla "Pennsylvania Academy of the Fine Arts" e a 17 anni già lavorava nel gruppo di artisti del "Philadelphia Press". Trasferitosi nel 1897 a New York, Shinn divenne subito noto come uno dei più talentuosi e realistici interpreti dell'ambiente urbano, che sapevano trasferire in disegni e pitture la cronaca dei dinamismi e delle differenze di classe della vita metropolitana moderna. Allievo di Robert Henri, parimenti ad altri illustratori e disegnatori che venivano preparati alla scuola del maestro, «compivano un lavoro ora sostituito dalle fotografie, disegnando gli avvenimenti, i fatti e le vicende delle strade della città». Durante gli anni newyorkesi che vanno dal 1899 al 1907 Shinn ebbe anche molte commissioni per ritratti di attori e illustrazioni di libri per ragazzi, oltre a decorare gli interni del Stuyvesant Theatre
Nel 1898 Shinn sposò Florence "Flossie" Scovel, artista anche lei e anche lei originaria del New Jersey. Il matrimonio durò 14 anni e, dopo il divorzio, Shinn si risposò con Corinne Baldwin. La coppia ebbe due figli: Janet e David. Ma anche questo matrimonio non durò a lungo. Entro il 1933, infatti, Shinn divorziò da altre due mogli (Gertrude McManus Chase e Paula Downing) e per questo fu oggetto di molte dicerie da parte dei giornali scandalistici. Inoltre, essendo notoriamente un amante del "buon vivere", lo storico dell'arte Sam Hunter lo soprannominò "il dandy dei realisti".

Sebbene in seguito a ciò abbia fatto parlare di sé con assai minore frequenza, Shinn mantenne una solida carriera dal 1920 in poi, ma dovette comunque far fronte a delle difficoltà finanziarie a causa della Grande depressione, durante la quale vendette comprensibilmente assai meno quadri. Dal 1937 alla sua morte, avvenuta nel 1953, Shinn ricevette diversi premi per le sue opere innovative e prese parte a numerose mostre; rimase sempre legato, comunque, alle sorti della "Ashcan School" dell'American art, dal 1900 al 1920.
Everett Shinn morì di tumore ai polmoni a New York, all'età di 76 anni.

## L'arte di Shinn e "Gli Otto"
Everett Shinn fu il più giovane dei membri del gruppo "Gli Otto". Sebbene i suoi lavori siano assai variati (per i soggetti, la tecnica e l'ambientazione), e pertanto difficilmente classificabili in una categoria precostituita, egli è stato comunemente considerato nella storia dell'arte come un appartenente al gruppo degli Otto e alla scuola Ashcan, anche se questa collocazione non esprime compiutamente le caratteristiche della sua personale visione estetico-pittorica.

Le relazioni di Shinn con gli altri componenti il gruppo degli Otto non furono mai particolarmente strette, e, negli ultimi anni, rimasero per lo più solo amichevoli. John French Sloan annotava infatti, alla fine del 1940, quando espresse parere contrario alla nomina di Shinn a membro dell'"Istituto di Arti e Lettere", che « egli era solo accidentalmente un membro degli Otto ».
Le scene che illustravano sui giornali gli avvenimenti in luogo delle fotografie «erano state considerate per lungo tempo non adatte all'espressione artistica». Quando, spronati da Henri, il gruppo di pittori si trasferì a New York, nel 1908, l'Accademia Nazionale rifiutò le tele rivoluzionarie dei pittori - reporters. Anche Henri riportò indietro i suoi quadri ed organizzò la famosa mostra chiamata "Gli 8"»
Anche se le opere di Shinn, sia realiste che d'impronta romantica, riuscirono a cogliere solo una ristretta parte della vita cittadina nell'America dei primi anni del XX secolo, i suoi più ambiziosi dipinti (The London Hippodrome, The Orchestra Pit: Old Proctor's Fifth Avenue Theater, etc.) restano fra le più significative immagini dell'arte americana, specie quelle ispirate al teatro.

## Galleria d'immagini
Il teatro

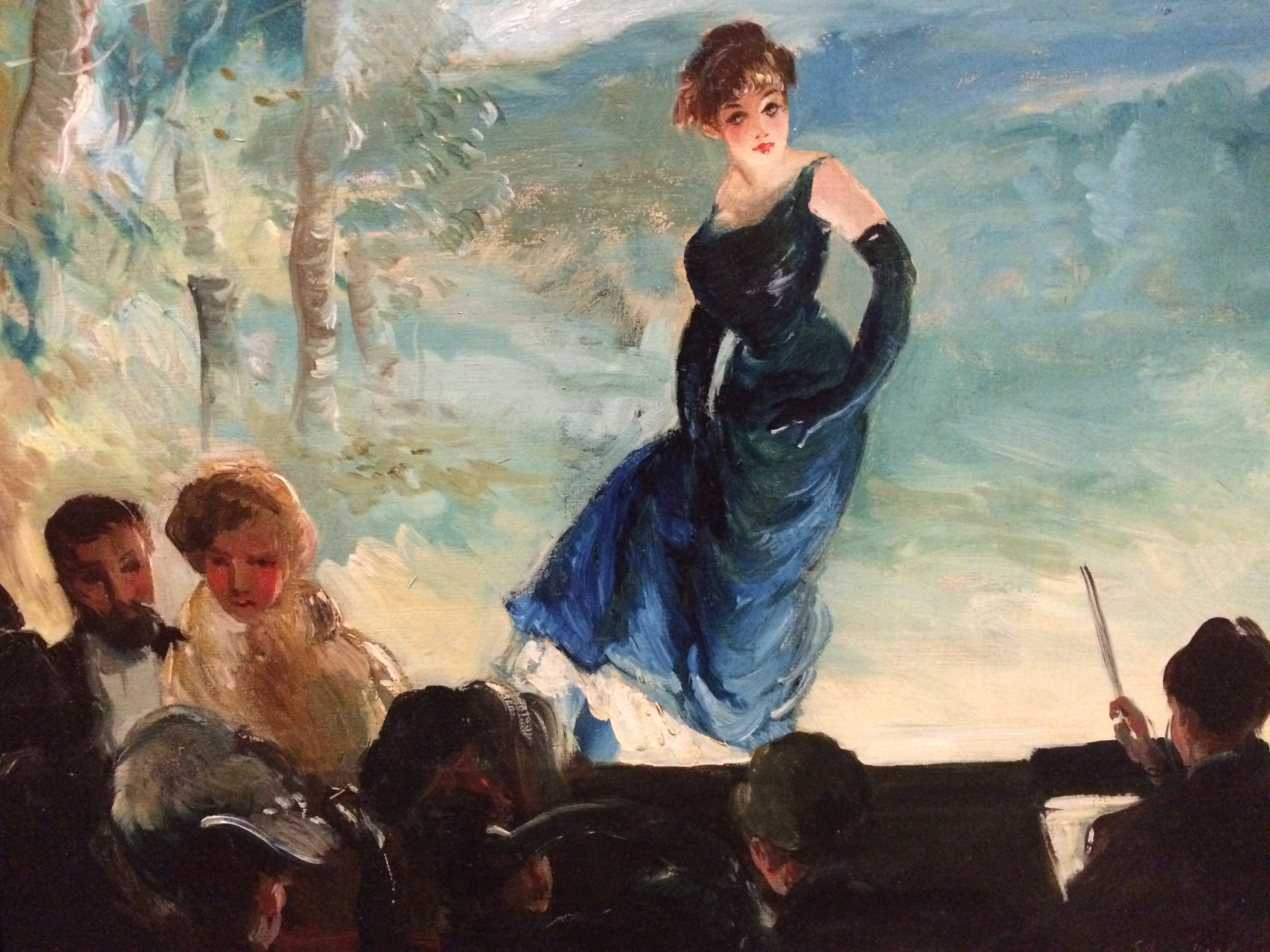
Concert Stage, 1903
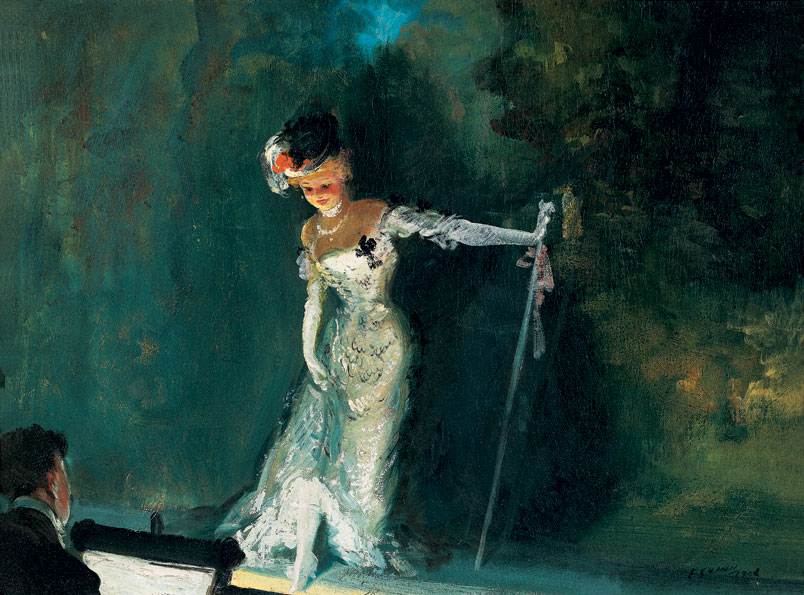
La Rivista, 1903
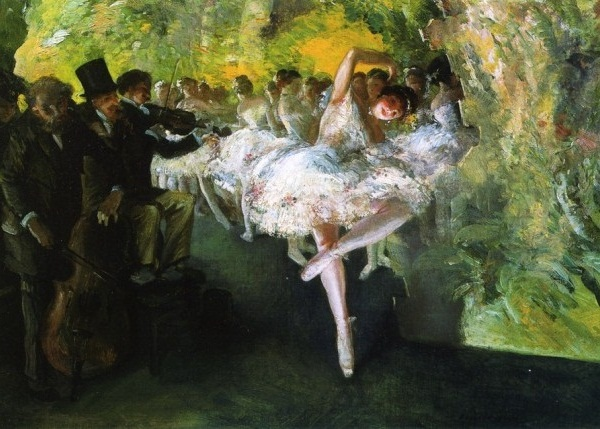
Le prove del balletto, 1903
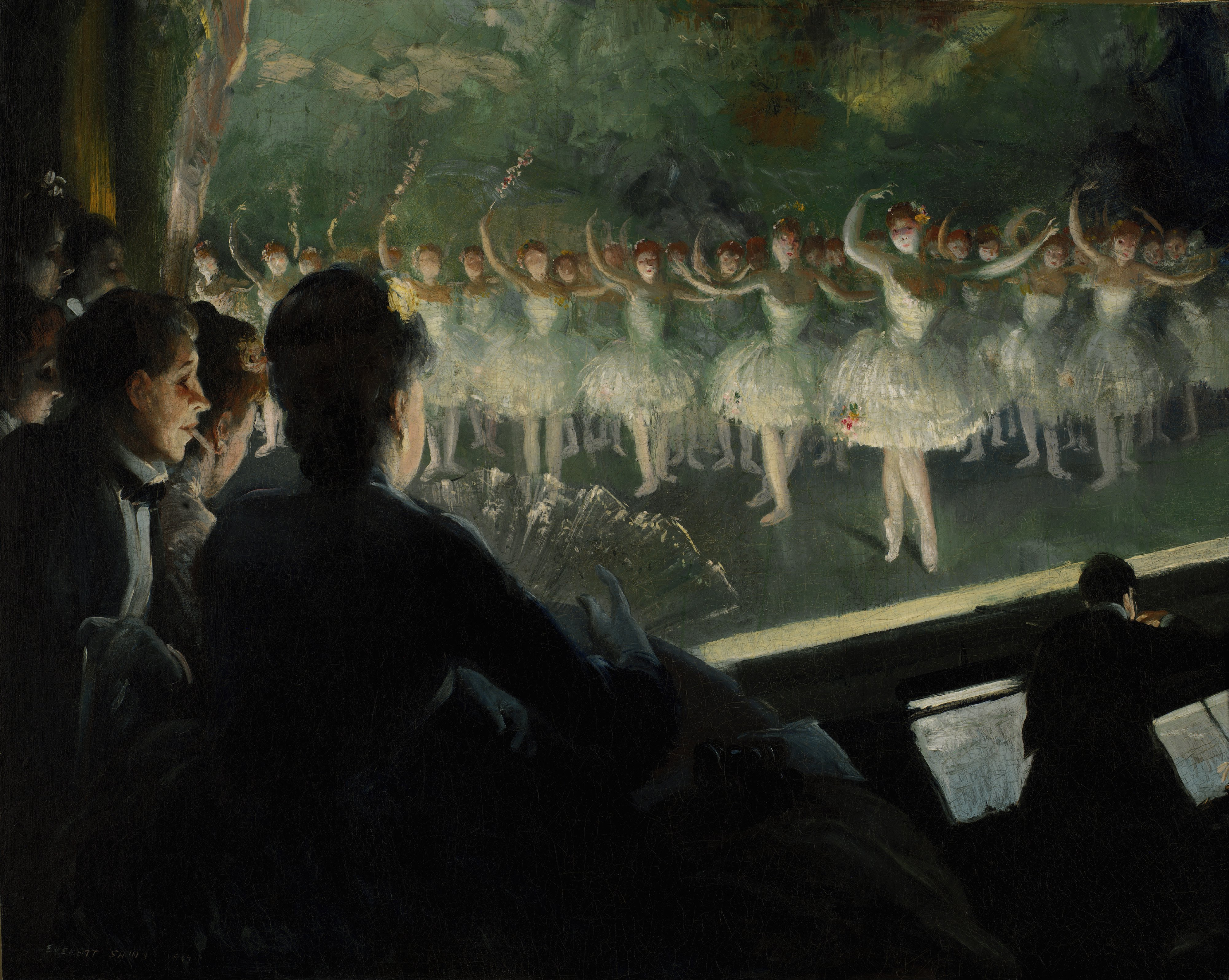
Il balletto Bianco

Nudi

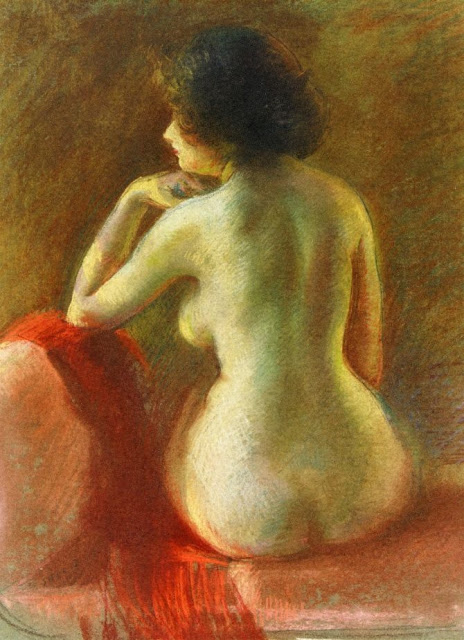
Nudo
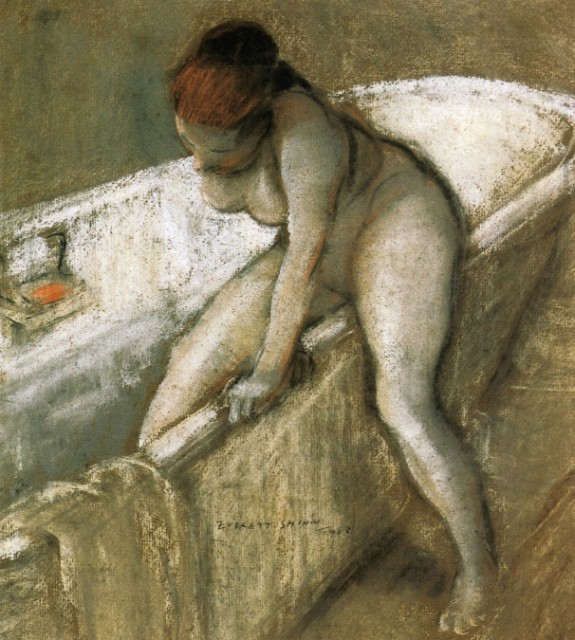
Ragazza nella vasca da bagno, 1903

Vie di New York

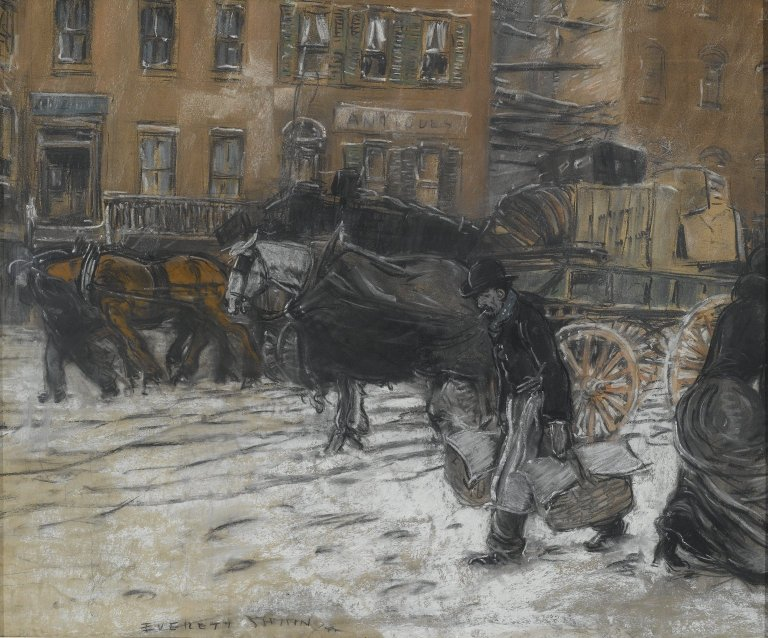
Inverno nella 21ª strada, New York 1889 - Brooklyn Museum
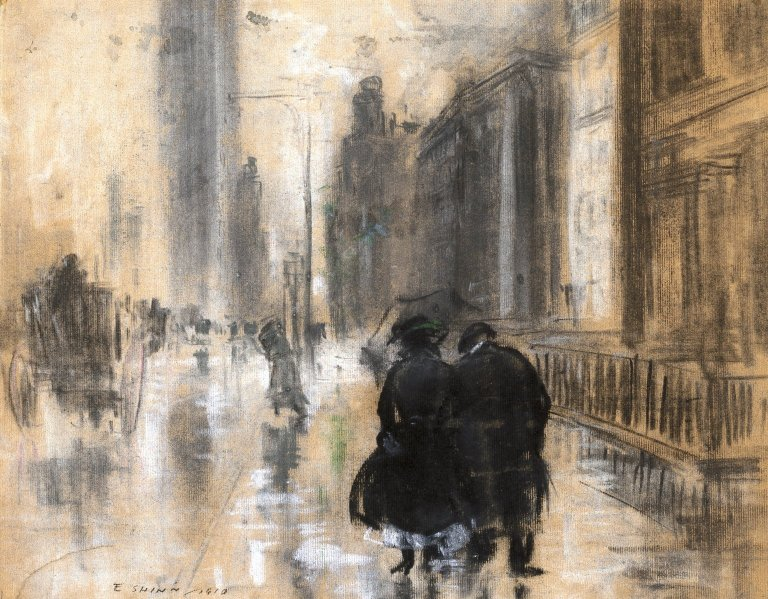
Fifth Avenue, 1910 - Brooklyn Museum
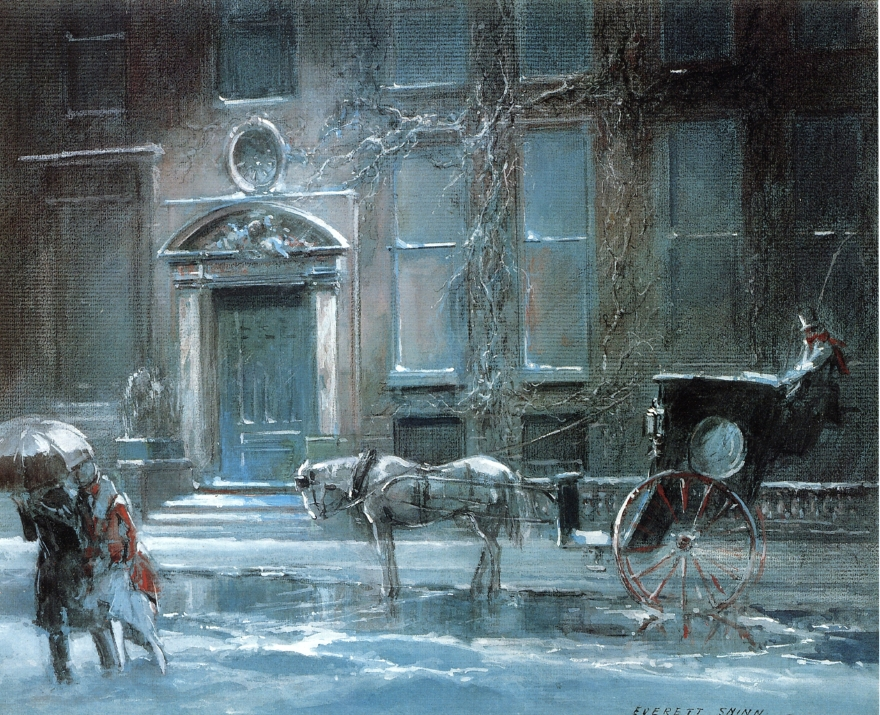
La "Canfield Gambling House", 1912

## Analisi di alcune opere
The Fight, 1899 (carboncino).
In The Fight, un gruppo di uomini, sulla destra del disegno, osserva una rissa fuori da un bar. Nel quadro sono rappresentati sia banchi che neri, cosa inusuale per quei tempi, che li carica di contraddizione. L'audace, anomala qualità delle pennellate rende conseguentemente agitati e inquieti i soggetti. Poiché la parte più elaborata e pesante del disegno è sul lato destro, il sinistro mostra solo spazi urbani aperti e vuoti.

Sebbene Shinn venga spesso associato alla rappresentazione di ambienti assai più eleganti, in particolare gli interni dei teatri, The Fight è un disegno tipico del suo interesse ugualmente volto a soggetti appartenenti alla classe lavoratrice, e questo è un esempio classico del realismo della scuola di Ashcan.  Spoiling for a Fight, New York Docks (1899), Barges on the East River (1899), Cross Streets of new York (1899), The Docks, New York City (1901), The Laundress (1903), Eviction (1904) e Night Life: Accident (1908) sono altri esempi di lavori prodotti da Shinn nel suo peregrinare attraverso la città, osservando attentamente e facendo degli schizzi sul posto.
Theater Scene, 1906 (olio su tela).
Quest'opera è rappresentativa delle numerose scene di teatro raffigurate da Shinn, e che erano il suo soggetto preferito, spesso costituite da un intricato complesso figurativo, altro tipico "hobby" di Shinn. L'artista ritraeva gruppi di ballerini in scena, per lo più con il costume bianco, su un dettagliato e pittoresco sfondo di colline e giardini. Le sue pennellate erano per lo più ampie, dando così al quadro un vivo senso di immediatezza: in questo modo le figure sembrano quasi muoversi all'interno del dipinto. L'opera, di conseguenza, assume un carattere vagamente sognante e finisce per apparire più il prodotto di una visione impressionista che schiettamente realista.

Affascinato dal teatro sin dalla giovinezza, Shinn non si stancò mai di raffigurarlo come un luogo di energia, di abilità e di appagante illusione.

## Opere scelte

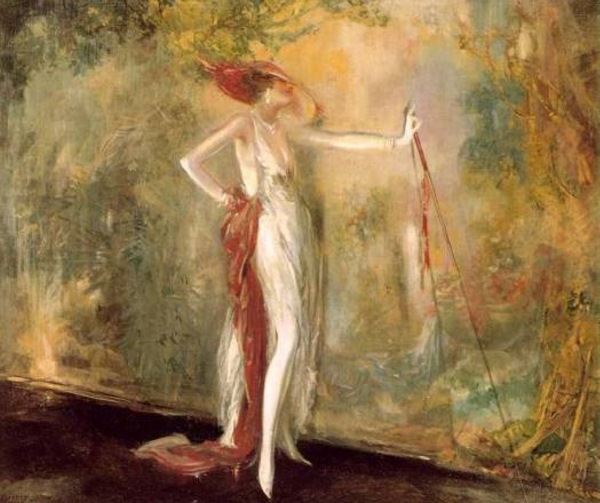
La Rivista

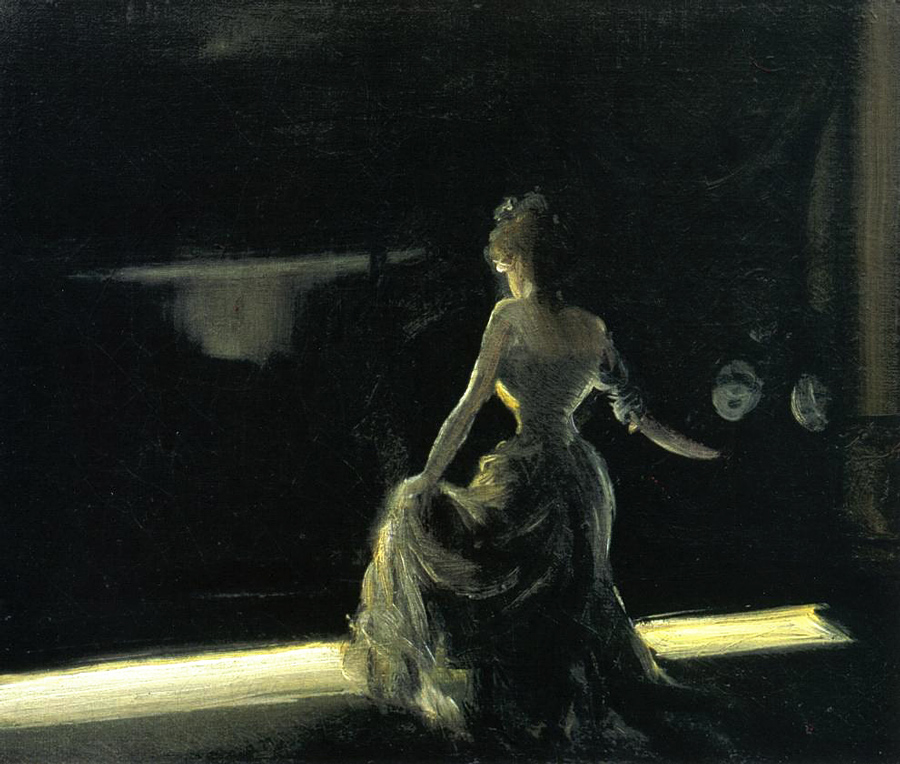
Ragazza in proscenio, 1906

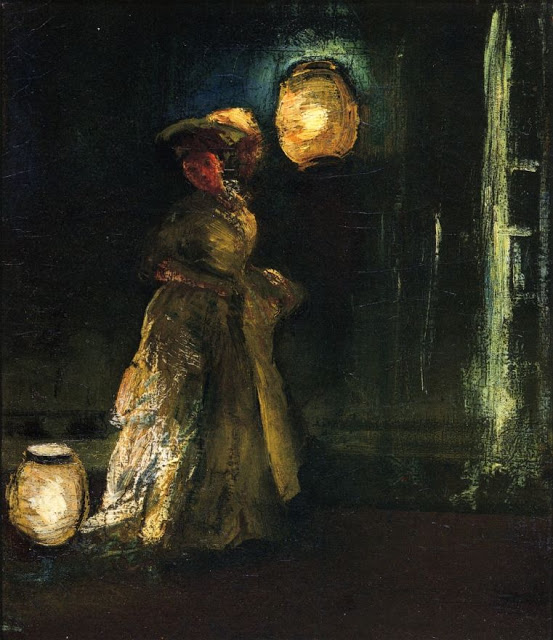
Una giovane con lanterna giapponese, 1912

- Fifth Avenue Coach, Winter (1906): Montclair Art Museum
- Backstage Scene (1900): Delaware Art Museum
- Tenements at Hester Street (1900): The Phillips Collection, Washington
- Self-Portrait (1901): National Portrait Gallery, Washington
- The Hippodrome, London (1902): Art Institute of Chicago, Chicago
- The Vaudeville Act (1902–1903): "Palmer Museum of Art" presso la "Pennsylvania State University"
- Theater Scene (1903): Terra Foundation for the Arts, Chicago
- Outdoor Stage, France (1905): Fine Arts Museum of San Francisco
- A French Music Hall (1906): Crystal Bridges Museum of American Art, Bentonville
- The Orchestra Pit: Old Proctor's Fifth Avenue Theater (1906): Yale University Art Gallery
- Dancer in White Before the Footlights (1910): Butler Institute of American Art, Youngstown
- Actress in Red Before Mirror (1910): Hunter Museum of American Art, Tennessee
- Trenton Mural (1911):  City Council chambers, Trenton City Hall, Trenton
- Delmonico's (1900 - 1929): Mint Museum, Charlotte
- Tightrope Walker (1924): Dayton Art Institute, Dayton

## Mostre principali
- 1899 - 16 gennaio-25 febbraio, Pennsylvania Academy of the Fine Arts
- 1900 - 26 febbraio-4 aprile, Boussod, Valadon & Co., New York (Prima grande mostra personale di Shinn)
- 1903 - 9/21 marzo,  Knoedler & Co. New York
- 1903 - 24 aprile-1 giugno, Art Institute of Chicago
- 1904 - 2/16 marzo, Durand-Ruell Galleries, New York
- 1905-1906 - 20 novembre-1 gennaio, Carnegie Museums di Pittsburgh
- 1907 - 21 gennaio-2 febbraio, Corcoran Gallery of Art, Washington
- 1908 - Febbraio, mostra dei The Eight alle Macbeth Galleries, New York
- 1910 - Aprile, American Watercolor Society, New York
- 1920 - Giugno–agosto, Knoedler & Co., New York
- 1937 - 9 febbraio-9 marzo, Mostra: "I New York realists" al Whitney Museum of American Art
- 1946 - 19 novembre-5 dicembre, American British Art Center
- 1950-1951 - 9 dicembre-25 febbraio, Metropolitan Museum of Art
- 1952 - Novembre, James Graham & Sons, New York

## Voci correlate

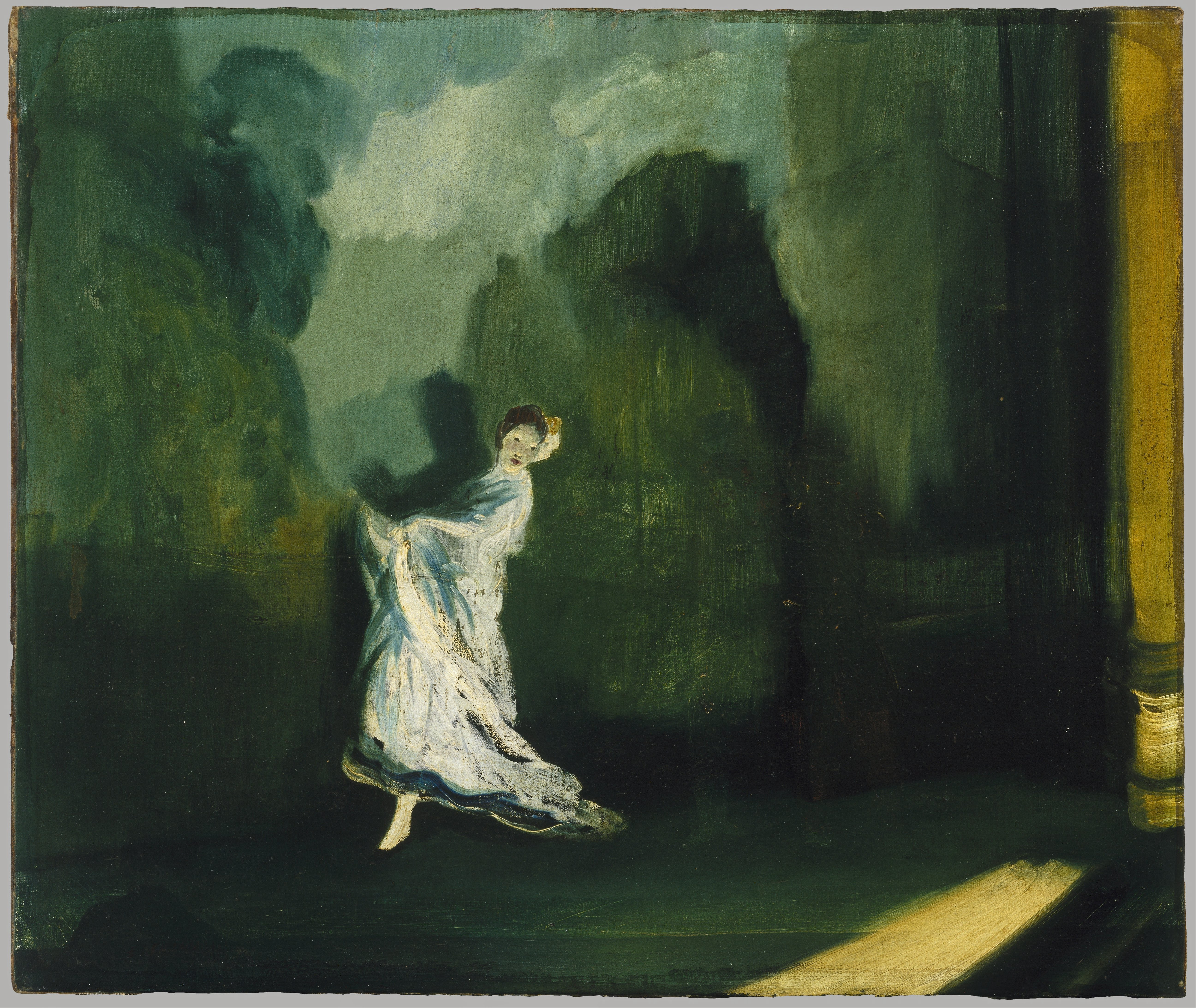
Keith's Union Square